# Färöischer Fußballpokal 1998
Der Färöische Fußballpokal 1998 fand zwischen dem 22. März und 17. Juni 1998 statt und wurde zum 44. Mal ausgespielt. Im Endspiel, welches im Gundadalur-Stadion in Tórshavn auf Kunstrasen ausgetragen wurde, siegte HB Tórshavn mit 2:0 gegen KÍ Klaksvík und konnte den Pokal somit zum 25. Mal gewinnen.
HB Tórshavn und KÍ Klaksvík belegten in der Meisterschaft die Plätze eins und zwei. Da HB Tórshavn dadurch das Double erreichte, nahm KÍ Klaksvík an der Qualifikation zum UEFA-Pokal 1999/2000 teil. Titelverteidiger GÍ Gøta schied hingegen im Halbfinale aus.

## Teilnehmer
Teilnahmeberechtigt waren folgende 18 A-Mannschaften der vier färöischen Ligen:
| 1. Deild | 2. Deild                                                | 3. Deild | 4. Deild               |
| B36 Tórshavn B68 Toftir GÍ Gøta HB Tórshavn ÍF Fuglafjørður KÍ Klaksvík NSÍ Runavík SÍ Sumba TB Tvøroyri VB Vágur | B71 Sandur EB/Streymur FS Vágar LÍF Leirvík Royn Hvalba | Skála ÍF | AB Argir Fram Tórshavn |

## Modus
Sämtliche Erstligisten waren für die Gruppenphase gesetzt. Die verbliebenen unterklassigen Mannschaften spielten in zwei Runden die restlichen beiden Teilnehmer aus. Aufgrund der geringeren Teilnehmerzahl wurde nur noch in drei anstatt vier Gruppen gespielt. In der Gruppenphase spielte jede Mannschaft zwei Mal gegen jede andere, wobei sich die Erst- und Zweitplatzierten jeder Gruppe sowie die zwei besten Drittplatzierten für die nächste Runde qualifizierten. Anschließend wurde im K.-o.-System weitergespielt.

## Qualifikation
Die Partien der Qualifikationsrunde fanden am 22. März statt.
|             | Ergebnis             |               |
| ----------- | -------------------- | ------------- |
| B71 Sandur  | 2:0 (1:0)            | AB Argir      |
| FS Vágar    | 9:0 (4:0)            | Fram Tórshavn |
| LÍF Leirvík | 4:0 (0:0)            | Skála ÍF      |
| Royn Hvalba | 2:1 n. V. (1:1, 0:1) | EB/Streymur   |

## 1. Runde
Die Partien der 1. Runde fanden am 29. März statt.
|             | Ergebnis  |             |
| ----------- | --------- | ----------- |
| B71 Sandur  | 2:3 (1:1) | FS Vágar    |
| Royn Hvalba | 2:1 (2:0) | LÍF Leirvík |

## Gruppenphase
Die Partien der Gruppenphase fanden zwischen dem 5. und 29. April statt.

### Gruppe 1
| Pl. | Verein      | Sp. | S | U | N | Tore    | Diff. | Punkte |
| --- | ----------- | --- | - | - | - | ------- | ----- | ------ |
| 1.  | HB Tórshavn | 6   | 4 | 1 | 1 | 020:600 | +14   | 13     |
| 2.  | KÍ Klaksvík | 6   | 4 | 1 | 1 | 020:600 | +14   | 13     |
| 3.  | NSÍ Runavík | 6   | 3 | 0 | 3 | 019:600 | +13   | 09     |
| 4.  | FS Vágar    | 6   | 0 | 0 | 6 | 002:430 | −41   | 0      |

| 5. April 1998  |           |             |
| FS Vágar       | 0:7 (0:2) | HB Tórshavn |
| KÍ Klaksvík    | 2:1 (1:1) | NSÍ Runavík |
| 13. April 1998 |           |             |
| HB Tórshavn    | 6:1 (1:1) | FS Vágar    |
| 15. April 1998 |           |             |
| HB Tórshavn    | 3:0 (1:0) | NSÍ Runavík |
| 16. April 1998 |           |             |
| FS Vágar       | 1:7 (0:3) | KÍ Klaksvík |
| 19. April 1998 |           |             |
| KÍ Klaksvík    | 8:0 (5:0) | FS Vágar    |
| NSÍ Runavík    | 3:0 (1:0) | HB Tórshavn |
| 22. April 1998 |           |             |
| KÍ Klaksvík    | 1:3 (0:2) | HB Tórshavn |
| NSÍ Runavík    | 9:0 (4:0) | FS Vágar    |
| 26. April 1998 |           |             |
| FS Vágar       | 0:6 (0:2) | NSÍ Runavík |
| HB Tórshavn    | 1:1 (1:0) | KÍ Klaksvík |
| 29. April 1998 |           |             |
| NSÍ Runavík    | 0:1 (0:0) | KÍ Klaksvík |

### Gruppe 2
| Pl. | Verein          | Sp. | S | U | N | Tore    | Diff. | Punkte |
| --- | --------------- | --- | - | - | - | ------- | ----- | ------ |
| 1.  | B36 Tórshavn    | 6   | 4 | 1 | 1 | 020:700 | +13   | 13     |
| 2.  | ÍF Fuglafjørður | 6   | 3 | 1 | 2 | 022:110 | +11   | 10     |
| 3.  | TB Tvøroyri     | 6   | 2 | 2 | 2 | 014:130 | +1    | 08     |
| 4.  | SÍ Sumba        | 6   | 1 | 0 | 5 | 008:330 | −25   | 03     |

| 5. April 1998   |            |                 |
| SÍ Sumba        | 2:4 (1:1)  | ÍF Fuglafjørður |
| 5. April 1998   |            |                 |
| TB Tvøroyri     | 2:2 (1:2)  | B36 Tórshavn    |
| 13. April 1998  |            |                 |
| TB Tvøroyri     | 4:1 (1:1)  | SÍ Sumba        |
| 14. April 1998  |            |                 |
| B36 Tórshavn    | 2:0 (1:0)  | ÍF Fuglafjørður |
| 18. April 1998  |            |                 |
| B36 Tórshavn    | 4:1 (2:0)  | SÍ Sumba        |
| ÍF Fuglafjørður | 3:1 (0:1)  | TB Tvøroyri     |
| 19. April 1998  |            |                 |
| B36 Tórshavn    | 1:2 (1:1)  | TB Tvøroyri     |
| ÍF Fuglafjørður | 11:0 (5:0) | SÍ Sumba        |
| 22. April 1998  |            |                 |
| ÍF Fuglafjørður | 2:4 (1:1)  | B36 Tórshavn    |
| SÍ Sumba        | 4:3 (3:1)  | TB Tvøroyri     |
| 26. April 1998  |            |                 |
| SÍ Sumba        | 0:7 (0:4)  | B36 Tórshavn    |
| TB Tvøroyri     | 2:2 (0:1)  | ÍF Fuglafjørður |

### Gruppe 3
| Pl. | Verein      | Sp. | S | U | N | Tore    | Diff. | Punkte |
| --- | ----------- | --- | - | - | - | ------- | ----- | ------ |
| 1.  | GÍ Gøta     | 6   | 4 | 2 | 0 | 021:900 | +12   | 14     |
| 2.  | B68 Toftir  | 6   | 3 | 1 | 2 | 020:900 | +11   | 10     |
| 3.  | VB Vágur    | 6   | 2 | 3 | 1 | 013:100 | +3    | 09     |
| 4.  | Royn Hvalba | 6   | 0 | 0 | 6 | 003:290 | −26   | 0      |

| 5. April 1998  |           |                 |
| B68 Toftir     | 3:0 (1:0) | VB Vágur        |
| GÍ Gøta        | 7:0 (1:0) | Royn Hvalba     |
| 11. April 1998 |           |                 |
| VB Vágur       | 3:1 (2:1) | Royn Hvalba     |
| 18. April 1998 |           |                 |
| Royn Hvalba    | 0:3 (0:3) | GÍ Gøta         |
| VB Vágur       | 1:1 (0:0) | ÍF Fuglafjørður |
| 19. April 1998 |           |                 |
| Royn Hvalba    | 0:4 (0:2) | B68 Toftir      |
| VB Vágur       | 1:1 (0:1) | GÍ Gøta         |
| 21. April 1998 |           |                 |
| B68 Toftir     | 2:3 (0:3) | GÍ Gøta         |
| 23. April 1998 |           |                 |
| GÍ Gøta        | 4:3 (2:0) | B68 Toftir      |
| Royn Hvalba    | 1:5 (1:0) | VB Vágur        |
| 26. April 1998 |           |                 |
| B68 Toftir     | 7:1 (2:0) | Royn Hvalba     |
| GÍ Gøta        | 3:3 (2:0) | VB Vágur        |

## Viertelfinale
Die Viertelfinalpartien fanden am 8. Mai statt.
|              | Ergebnis  |                 |
| ------------ | --------- | --------------- |
| B36 Tórshavn | 8:0 (2:0) | VB Vágur        |
| GÍ Gøta      | 4:1 (2:1) | NSÍ Runavík     |
| HB Tórshavn  | 2:0 (1:0) | B68 Toftir      |
| KÍ Klaksvík  | 3:1 (1:1) | ÍF Fuglafjørður |

## Halbfinale
Die Hinspiele im Halbfinale fanden am 21. Mai statt, die Rückspiele am 29. Mai.
|             | Gesamt |              | Hinspiel  | Rückspiel |
| ----------- | ------ | ------------ | --------- | --------- |
| HB Tórshavn | 6:3    | B36 Tórshavn | 4:1 (0:0) | 2:2 (1:2) |
| KÍ Klaksvík | 4:3    | GÍ Gøta      | 2:1 (1:0) | 2:2 (0:1) |

## Finale
| Paarung        | HB Tórshavn – KÍ Klaksvík |
| Ergebnis       | 2:0 (0:0) |
| Datum          | 17. Juni 1998 |
| Stadion        | Gundadalur, Tórshavn |
| Schiedsrichter | Niklas á Líðarenda (Norðragøta) |
| Tore           | 1:0 Hans á Lag (70.) 2:0 Andrew av Fløtum (75.) |
| HB Tórshavn    | Kaj Leo Johannesen – Bjarki Mohr (67. Jóhannis Joensen), Jan Dam , Hans á Lag, Hans Fróði Hansen – Allan Mørkøre, Hallur Danielsen (32. Rói Árting), Rúni Nolsøe, Jens Erik Rasmussen – Súni Fríði Johannesen (88. Ingi Rasmussen), Andrew av Fløtum Cheftrainer: Ion Geolgău ( Rumänien) |
| KÍ Klaksvík    | Gunnar á Steig – Jan Andreasen, Harley Bertholdsen (65. Allan Joensen), Kurt Mørkøre , Símun W. Høgnesen, John Hansen – Jan Joensen, Marek Wierzbicki, Rógvi Jacobsen, Arnold Joensen – Heðin á Lakjuni (79. Olgar Danielsen) Cheftrainer: Jóannes Jakobsen                               |
| Gelbe Karten   | Hans á Lag, Allan Mørkøre, Jan Dam – Kurt Mørkøre, Rógvi Jacobsen |

## Torschützenliste
Bei gleicher Anzahl von Treffern sind die Spieler nach dem Nachnamen alphabetisch geordnet.
| Platz | Spieler               | Verein          | Tore |
| ----- | --------------------- | --------------- | ---- |
| 1     | John Petersen         | B36 Tórshavn    | 12   |
| 2     | Tomislav Sivić        | B36 Tórshavn    | 07   |
| 2     | Øssur Hansen          | B68 Toftir      | 07   |
| 2     | John Johansen         | FS Vágar        | 07   |
| 2     | Henning Jarnskor      | GÍ Gøta         | 07   |
| 2     | Súni Fríði Johannesen | HB Tórshavn     | 07   |
| 7     | Olgar Danielsen       | KÍ Klaksvík     | 06   |
| 7     | Bartal Eliasen        | ÍF Fuglafjørður | 06   |
| 7     | Heini Heinason        | GÍ Gøta         | 06   |
| 7     | Birgir Jørgensen      | VB Vágur        | 06   |
| 7     | Heðin á Lakjuni       | KÍ Klaksvík     | 06   |
| 7     | Allan Mørkøre         | HB Tórshavn     | 06   |